# Paradiestus giganteus
Paradiestus giganteus är en spindelart som först beskrevs av Karsch 1880.  Paradiestus giganteus ingår i släktet Paradiestus och familjen flinkspindlar. Inga underarter finns listade i Catalogue of Life.